# Miles (Queensland)
Miles ist eine Kleinstadt im Süden von Queensland, Australien. Die Stadt liegt etwa 340 Kilometer westlich der Hauptstadt Brisbane, 130 Kilometer nordwestlich von Dalby und 140 Kilometer östlich von Roma in der Western Downs Region von Queensland. Miles hat etwa 1.300 Einwohner.
Miles liegt an einer flachen Stelle des Dogwood Creek, an welcher der deutsche Australienentdecker Ludwig Leichhardt den Fluss im Jahre 1844 auf seiner ersten Australienexpedition überquerte. Leichhardt nannte die Stelle Dogwood Crossing, welches auch der offizielle Name der ersten dort entstandenen Siedlung war. Später wurde sie zu Ehren von William Miles, eines hohen Beamten der Kolonie Queensland, umbenannt.
Wie die meisten anderen Städte in der Region so ist auch Miles in wirtschaftlicher Hinsicht durch Landwirtschaft geprägt. Der Anbau von Weizen, Gerste und Baumwolle nimmt dabei eine ebenso wichtige Rolle ein wie die Rinder- und Schafzucht. Weitere wichtige Wirtschaftszweige sind die Holzverarbeitung sowie der Abbau von Bentonitvorkommen. 
Miles liegt an der Kreuzung von Warrego Highway und Leichhardt Highway. Erster verläuft in Ost-West-Richtung und verbindet Miles mit Dalby und Toowoomba im Osten und Roma im Westen. Der Leichhardt Highway verläuft in Nord-Süd-Richtung durch Miles und bietet Verbindungen nach Goondiwindi im Süden und Gladstone und Rockhampton im Norden. 
Außerdem verfügt Miles über einen Bahnhof an der Bahnverbindung zwischen Brisbane und Charleville, welcher von QR bedient wird.

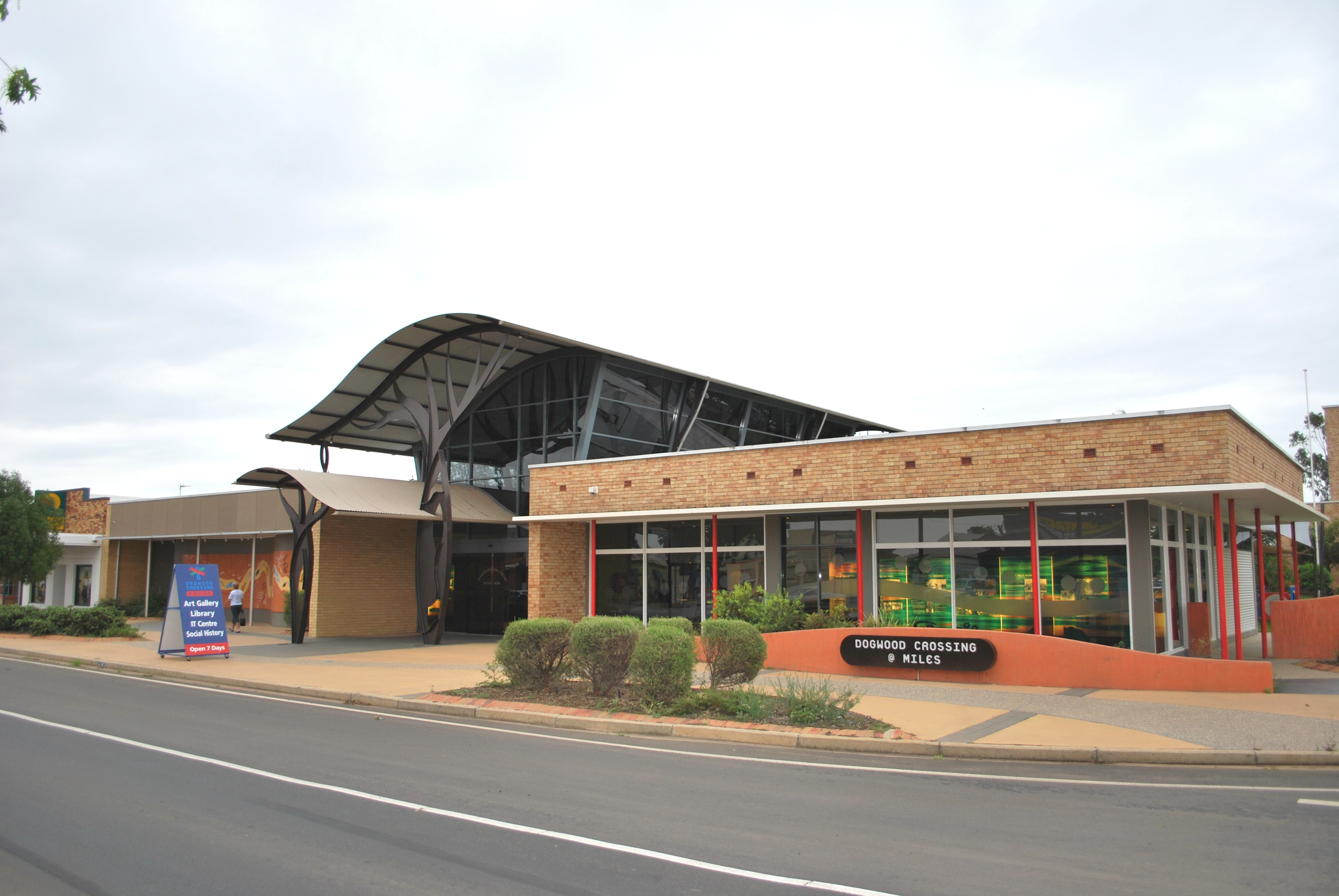
Dogwood Crossing Kulturzentrum
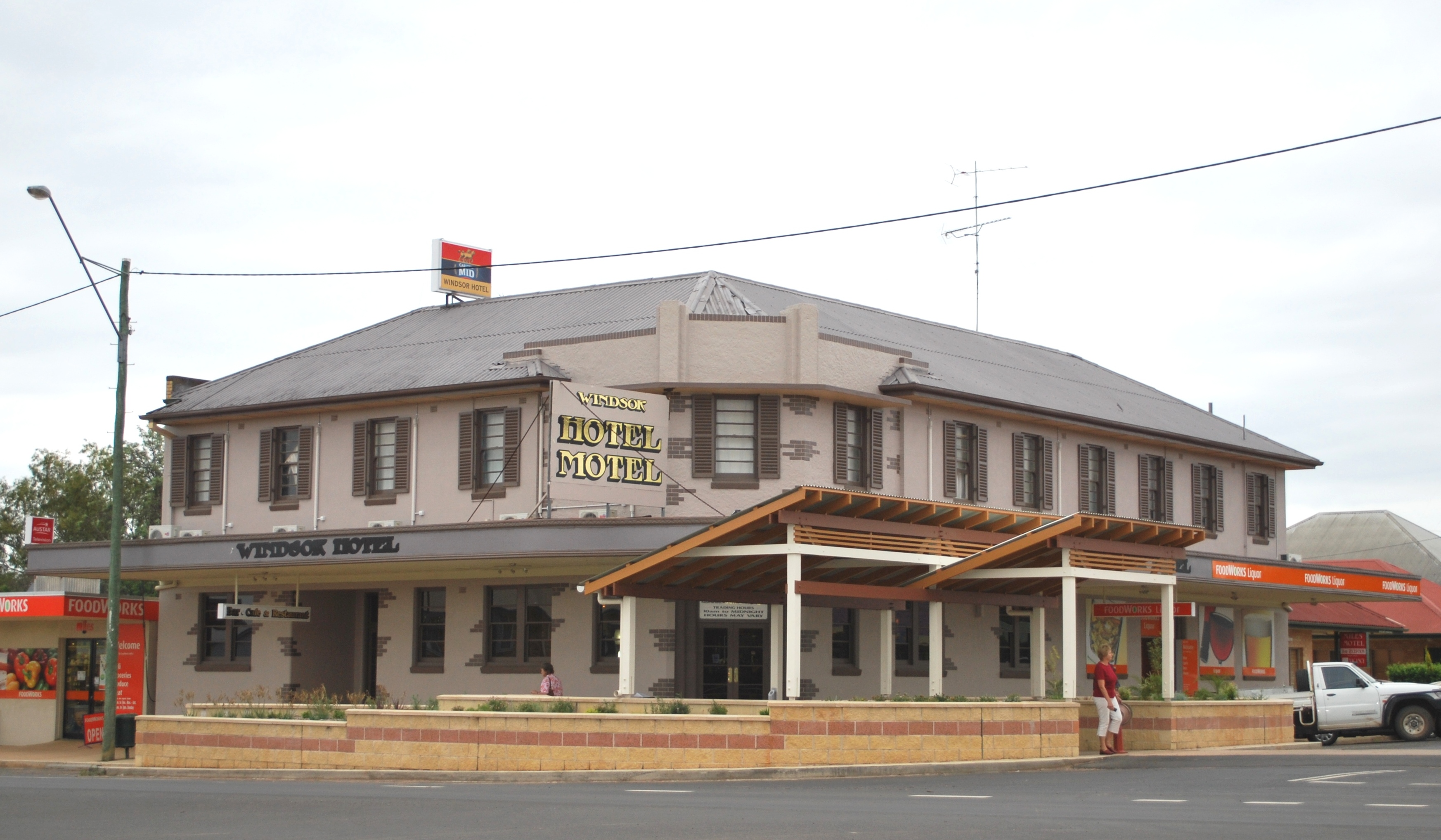
Windsor Hotel in Miles